# An Easier Affair
An Easier Affair è la prima canzone estratta come singolo dal secondo greatest hits di George Michael Twenty Five. Il singolo è arrivato alla posizione #13 nella classifica inglese, ma i migliori risultati li ha ottenuti in Italia, dove è arrivato alla prima posizione, ed in Danimarca con la sesta.

## Tracce
CD maxi
1. "An Easier Affair" (radio mix) (3:18)
2. "An Easier Affair" (club mix) (6:14)
3. "An Easier Affair" (let's go mix) (3:31)
4. "An Easier Affair" (acapella) (3:18)

7" single
1. "An Easier Affair" (radio mix) (3:18)
2. "An Easier Affair" (acappella) (3:18)

7" single - France
1. "An Easier Affair" (radio mix) (3:18)
2. "An Easier Affair" (let's go mix) (3:31)

12" maxi - Germany, Italy, Spain
1. "An Easier Affair" (club mix) (6:14)
2. "An Easier Affair" (radio mix) (3:18)
3. "An Easier Affair" (let's go mix) (3:31)
4. "An Easier Affair" (acappella) (3:18)

12" maxi - France
1. "An Easier Affair" (club mix) (6:14)
2. "An Easier Affair" (let's go mix) (3:31)

CD maxi / 12" maxi - Remixes
1. "An Easier Affair" (herbie remix) (5:20)
2. "An Easier Affair" (underground mix) (4:55)
3. "An Easier Affair" (dub go) (1:45)

CD maxi / 12" maxi - Techno remixes
1. "An Easier Affair" (Japan-rave mix) (6:00)
2. "An Easier Affair" (UK-break mix) (5:00)
3. "An Easier Affair" (euro-house mix) (4:55)

## Classifiche
| Classifica (2006) | Posizione massima |
| ----------------- | ----------------- |
| Australia         | 36                |
| Austria           | 58                |
| Belgio (Fiandre)  | 52                |
| Belgio (Vallonia) | 52                |
| Danimarca         | 6                 |
| Europa            | 14                |
| Francia           | 87                |
| Germania          | 44                |
| Irlanda           | 20                |
| Italia            | 1                 |
| Paesi Bassi       | 37                |
| Regno Unito       | 13                |
| Svezia            | 23                |
| Svizzera          | 28                |